# Tympanuchus phasianellus
La pernice codaguzza o gallo cedrone codaaguzza (Tympanuchus phasianellus (Linnaeus, 1758)) è un uccello della famiglia Phasianidae.

## Descrizione
Gli esemplari adulti di questa specie hanno una coda relativamente corta con le due piume centrali leggermente più lunghe con la punta squadrata, si deve a questa particolarità il nome comune. Il piumaggio è bianco con molte macchie di colore marrone chiaro e scuro, il dorso è molto più scuro della pancia che è completamente bianca con solo delle macchie a V. I maschi, in media, pesano 950 grammi mentre le femmine che sono più piccole pesano solo 850 grammi.

## Tassonomia
Sono state descritte sette sottospecie di cui sei viventi e una estinta:
- T. p. phasianellus : La pernice codaguzza settentrionale abita la provincia canadese del Manitoba, il nord dell'Ontario e il Québec centrale.
- T. p. kennicotti : La pernice codaguzza nordoccidentale vive nel territorio che va dal fiume Mackenzie al Grande Lago degli Schiavi.
- T. p. caurus : La pernice codaguzza dell'Alaska risiede nell'Alaska dell'est, nel sud dello Yukon, nel nord della Columbia Britannica e nel nord Alberta.
- T. p. columbianus : La pernice codaguzza della Columbia vive nelle praterie di artemisia dell'Idaho, Wyoming, Colorado, Utah e della Columbia Britannica.
- T. p. campestris : La pernice prataiola codaguzza risiede nella provincia canadese dello Saskatchewan, nel sud-est del Manitoba, nel sud-ovest dell'Ontario e nel Wisconsin.
- T. p. jamesi : La pernice codaguzza di pianura abita le Grandi Pianure nella parte sud di Alberta e Saskatchewan, nel Montana orientale, nel Nord e Sud Dakota, Nebraska e nel nord-est del Wyoming.
- † T. p. hueyi : La pernice codaguzza del New Messico è estinta.